# Stato d'eccezione
L'espressione Stato di eccezione indica nelle scienze politiche una particolare situazione all'interno di uno Stato che comporta la sospensione delle caratteristiche tipiche di uno Stato di diritto.
Ciò generalmente avviene in presenza di una circostanza particolarmente grave (guerra, pandemia, tumulto popolare, disastri naturali) che impone di sospendere il rispetto delle leggi ordinarie e l'imposizioni di misure speciali per il superamento della situazione stessa. È il capo del governo a poter decidere di dichiarare questo stato per salvaguardare il paese anche a costo di andare a ledere i diritti individuali. 
In considerazione dei rischi che tale regime comporta per i diritti umani e per le democrazie, il Patto internazionale sui diritti civili e politici (articolo 4), la Convenzione europea dei diritti dell'uomo (articolo 15, "Rinuncia allo stato di emergenza"), la Convenzione americana sui diritti umani (articolo 27, “Sospensione delle garanzie”) e la Carta araba sui diritti umani (rivisto nel 2004), tra l'altro, prevedono che gli Stati che desiderano derogare a determinati diritti garantiti devono notificare ad altri le disposizioni da cui hanno derogato, le loro ragioni e la durata o la data di scadenza della deroga. D'altro canto, alcuni diritti fondamentali (detti anche “diritti immateriali”) restano inderogabili, in ogni circostanza. Ad esempio, la Convenzione americana non consente la sospensione dei diritti di determinati articoli da 3 (diritto al riconoscimento della personalità giuridica), 4 (Diritto alla vita), 5 (Diritto di integrità personale), 6 (Proibizione della schiavitù e servitù) , 9 (Principi di legalità e non retroattività in materia penale), 12 (Libertà di coscienza e di religione), 17 (Tutela della famiglia), 18 (Diritto al nome), 19 (Diritto del minore), 20 (Diritto alla cittadinanza), 23 (Diritti politici ). Né autorizza la sospensione delle garanzie procedurali essenziali alla tutela di tali diritti (diritti della difesa, habeas corpus). La Carta araba rivista tutela il diritto a un processo equo, il diritto di appellarsi contro l'arresto o la detenzione, il diritto alla nazionalità. Articolo 2 della Convenzione delle Nazioni Unite contro la tortura e tutte le altre forme di trattamento inumano o degradante prevede che nessuna circostanza eccezionale, sia essa l'instabilità interna o addirittura lo stato di guerra, possa essere invocata per giustificare la tortura. Le Convenzioni dell'Organizzazione internazionale del lavoro e la Carta africana dei diritti dell'uomo e dei popoli non prevedono alcuna possibilità di deroga.

## La posizione degli studiosi
I numerosi dibattiti intorno allo stato di emergenza hanno potuto evidenziare da un lato la sua applicazione nel tempo (proroga illimitata o rinnovata ogni 3 mesi per anni; sospensione a tempo indeterminato della norma: proroga nonostante la fine della calamità naturale , ecc.) e nello spazio (sospensione nell'ambito del colonialismo, dove spesso veniva applicato il principio della responsabilità collettiva, ad esempio). Può essere o meno contrastato con lo stato di diritto: l'intera questione ruoterebbe allora intorno al rapporto tra lo stato di diritto e lo stato di emergenza. Inoltre, lo stato di emergenza può essere generalizzato (vale per tutti) o localizzato: alcuni autori insistono quindi sulla normativa antiterrorismo o, più in generale, giurisdizioni di emergenza, come mezzi attraverso i quali lo “stato di diritto” crea al suo interno uno stato di eccezione mirato. Lo stato di diritto al contrario, lo stato di emergenza, sono concetti controversi e dibattuti.
Inoltre, i suoi limiti si sfumano quando, utilizzato nella filosofia politica in diverse accezioni, il concetto racchiude politiche di eccezione diluite nel diritto, o quando la definizione di situazione di emergenza si applica a situazioni perenni derivanti dall'evoluzione storica delle strutture sociali, definizione secondo il senso comune, tuttavia, utilizzato per istituire misure legislative in deroga al diritto comune, ad esempio per combattere il "terrorismo".

### Carl Schmitt
Quello di "stato di eccezione" è uno dei concetti chiave nella dottrina politica di Carl Schmitt. Partendo da concetti primordiali come terra, mare, amico, nemico, Schmitt giunge a teorizzare la differenza tra "legalità" e "legittimità", e quindi a correlare strettamente la sovranità con la possibilità di decidere sullo stato di eccezione. Secondo Schmitt il sovrano difende una concezione cosiddetta decisionale dell'ordinamento giuridico: il sovrano dovrebbe essere, secondo lui, colui che decide sullo stato di eccezione o durante lo stato di eccezione. Questa ambiguità si basa sulla frase tedesca Souverän ist, wer über den Ausnahmezustand entscheidet (Sovrano è chi decide sullo stato di eccezione). Il termine Über può significare che il sovrano decide di dichiarare l'eccezione, nonché le misure da adottare durante la durata dell'eccezione. Con questa formula Schmitt si dissocia dal significato romano di dittatura, cui si avvicinava grazie al suo concetto di dittatura del commissario.
Da alcuni punti di vista lo stato di eccezione si contrappone allo stato di diritto, perché si configura come una situazione in cui il diritto è sospeso. D'altro canto esso tende a situarsi in una posizione intermedia tra lo stato di natura e lo stato di diritto, assumendo un aspetto pre-giuridico.
Questa situazione in cui il potere costituito sospende il diritto è sotto certi aspetti speculare al diritto di resistenza, altra situazione in cui legalità e legittimità si differenziano, però a favore del popolo e non del potere costituito.
Lo Stato d'eccezione si configura come soggetto politico che deve avere e pretendere per sé il controllo totale di ogni ambito della società (Stato che Schmitt vedrà realizzato nel Terzo Reich). Lo Stato d'eccezione, definibile anche come "Stato totale per energia", si contrappone perciò allo "Stato totale per debolezza", come Schmitt definiva lo Stato creato dal compromesso liberal-democratico, ritenuto incapace di decisione politica e di sovranità, per quanto si occupi di ogni ambito della società. 
Lo "Stato totale per energia", secondo Schmitt, deve basarsi su tre punti: Popolo (diviso per ordine razziale); Partito (manifestazione dell'energia politica vitale del popolo appartenente a quello Stato); Stato (ambito formale in cui si dà l'ordine concreto).

### Hans Kelsen
I costituzionalisti come Hans Kelsen non hanno mai condiviso questo approccio: essi considerano pre-giuridico questo stato e, in antitesi alle sue implicazioni costituzionali permeabili alla giustizia politica, preferiscono dare significato al potere costituente come fondamento di un ordinamento giuridico dotato di prevedibilità.

### Giorgio Agamben
Il concetto di stato d'eccezione è stato ripreso in tempi recenti da Giorgio Agamben in un libro omonimo, in cui analizza tale stato come un vuoto giuridico, una sospensione del diritto paradossalmente legalizzata (uno iustitium che è differente dalla dittatura). Egli trova lo stato d'eccezione molto diffuso nella realtà di oggi.

### Studi dei Relatori Speciali delle Nazioni Unite
"Le condizioni e i criteri che determinano la legalità dello stato di emergenza e che consentono a questo regime di essere compatibile con il rispetto dei diritti umani e un modo di governo democratico" sono stati definiti nello studio presentato da Nicole Questiaux (Francia), relatrice speciale dell'ONU su questo tema, esperto indipendente e membro della sottocommissione sulla promozione e protezione dei diritti umani delle Nazioni Unite a sua 35°  sessione nel 1982. Sono stati integrati dallo studio finale scritto da Leandro Despouy (Argentina), relatore speciale sulla questione, Indipendente esperto della Sottocommissione, nella sua 10° Relazione annuale alla Sub-Commissione nella sua 49°  sessione a Ginevra.
Secondo uno studio del 1996 organizzato dall'Association of International Human Rights Consultants:
Questo studio continua:

## Principi che governano lo stato d'eccezione
Gli studi di Nicole Questiaux e Leandro Despouy hanno individuato "principi" che "governano gli stati di emergenza". Tali principi mirano a subordinare la dichiarazione dello stato di emergenza da parte di qualsiasi Stato alle sole condizioni giuridiche previste dalla sua Costituzione, dalle sue leggi e dai trattati internazionali che ha ratificato e di limitare alle sole circostanze reali le misure derogatorie dei diritti. Lo studio citato di Questiaux e Despouy adotta una prospettiva legalista basata sullo stato di diritto, mentre lo stato di emergenza mira a sfuggire allo stato di diritto, per la durata di circostanze eccezionali. I principi adottati sono i seguenti:
- Principio di legalità
- Principio di proclamazione
- Principio di notifica
- Principio di temporalità
- Principio di minaccia eccezionale
- Principio di proporzionalità
- Principio di non discriminazione
- Principio di compatibilità, concordanza e complementarità delle diverse norme del diritto internazionale

(cfr: E/CN.4/Sub.2/1997/19)
Questi Principi, non ancora formalmente adottati dall'ONU, fungono da riferimento per la dottrina e per gli Stati. I numerosi casi di violazione dei principi di legalità, proporzionalità, ecc., mostrano che ciò è tutt'altro che vero.
I due studi dei relatori speciali, nel 1982 e nel 1997, nonché i lavori e le pubblicazioni delle due riunioni di esperti convocate dal CID su raccomandazione di Leandro Despouy, hanno tentato di individuare e specificare i diritti non suscettibili di deroga, detti anche diritti "immateriali", a quali condizioni sarebbe possibile o meno derogarvi, nonché le principali "anomalie" o "deviazioni" nell'applicazione dello stato di emergenza (stato di emergenza de facto; stato di emergenza non dichiarato; stato di eccezione permanente; stato di eccezione istituzionalizzato; violazione dell'ordine istituzionale.

## In Francia
Tra il 1793 e il 1794, durante il periodo del Terrore, la Costituzione dell'anno I fu sospesa (état de siège), e al Comitato di Pubblica Sicurezza fu affidata la conduzione degli affari più importanti. Nel 1830, gli ordini presi da Carlo X sospendono la libertà di stampa per salvare il regime, ma portano alla Rivoluzione di luglio.
Lo stato d'assedio è stato istituito nel 1791, le leggi del 1849 e del 1879 ne fanno una prerogativa esclusiva del Parlamento. Nel 1918 e 1919 la giurisprudenza del Consiglio di Stato riconobbe la teoria delle circostanze eccezionali.
Oggi gli stati di emergenza sono autorizzati, soggetti a condizioni che consentano di verificare che le circostanze lo richiedano, e temporanei. Sono soggetti a controlli giurisdizionali (Consiglio costituzionale , giudice giudiziale e giudice amministrativo).
- lo stato di emergenza sanitaria , "in caso di disastro sanitario che metta in pericolo, per sua natura e gravità, la salute della popolazione", creato dalla legge del 23 marzo 2020 durante la pandemia di Covid-19[18];
- lo stato di emergenza , "in caso di pericolo imminente derivante da gravi violazioni dell'ordine pubblico" o "di eventi che presentano, per loro natura e gravità, carattere di calamità pubblica", istituito dalla legge 3 aprile 1955 durante la Guerra d'Algeria[19];
- lo stato d'assedio , «in caso di pericolo imminente derivante da una guerra straniera o da un'insurrezione armata»[20];
- i poteri di emergenza il Presidente della Repubblica , «quando le istituzioni della Repubblica, l'indipendenza della Nazione, l'integrità del suo territorio o l'adempimento dei suoi impegni internazionali sono minacciate in modo grave e immediato e che il regolare funzionamento delle i pubblici poteri sono interrotti”[21].